# Dorkwerdersluis
De Dorkwerdersluis is een schutsluis in het Reitdiep nabij Dorkwerd in de Nederlandse gemeente Groningen.
De sluis vormt de scheiding tussen de boezempeilen van de waterschappen Hunze en Aa's (+0,62 mNAP) en Noorderzijlvest (-0,93 mNAP).

## Geschiedenis
Na de aanleg van de dijk van Zoutkamp naar de Nittershoek (1874 en 1876) verdwenen eb en vloed in het Reitdiep. Om te voorkomen dat het waterpeil in de stad Groningen permanent zo'n anderhalve meter zou dalen, werd het kanaal in twee panden verdeeld. Om dit te bereiken werd de Wetsingersluis aangelegd. Het onderste pand kreeg hetzelfde waterpeil als het omringende gebied. Het bovenste pand was echter een strook dat door rivierdijken werd omsloten. Het enige gebiedje, de Kleine Krimpolder, dat wel direct op het Reitdiep afwaterde, moest zijn afwatering "landinwaarts" wijzigen, richting Hunsingo.
De aanleg van het Van Starkenborghkanaal tussen 1924 en 1938 dreigde het peil te verstoren. Dit kanaal zou een 1,55 meter lager peil krijgen, namelijk dat van de schappen Hunsingo en Westerkwartier. Het verplaatsen van de peilscheiding, door de bouw van de Dorkwerdersluis net ten zuiden van het nieuwe kanaal loste dit "probleem" op.

## Sluis
De schutkolk is opgetrokken uit bakstenen troggewelven (in Groningen veelal wulfmuren genoemd) ondersteund door ijzeren kubbestijlen (balken). De afsluiting gebeurt door middel van roldeuren.
Naast de sluis staat een opvoergemaal voor het op peil houden van het pand, maar vooral voor de toevoer van Rijnwater (via het IJsselmeer, Prinses Margrietkanaal en Van Starkenborghkanaal).